# Sosip
Sosip (en llatí Sosippus, en grec antic Σώσιππος "Sósippos") fou un suposat poeta còmic atenenc de la nova comèdia que només menciona un passatge d'Ateneu de Naucratis que diu: Δίφιλος δὲ ἢ Σώσιππος ἐν Ἀπολιπούσῃ ("Díphilos dé é Sosippos en Apolipouse" Dífil o Sosip van escriure La dona que marxa).
Sosip és també el títol d'una comèdia d'Anaxàndrides i potser estava dedicada a aquest poeta o potser Ateneu es va confondre i va considerar que el títol feia referència a un poeta còmic, error per altra banda bastant freqüent.